# Extracción líquido-líquido

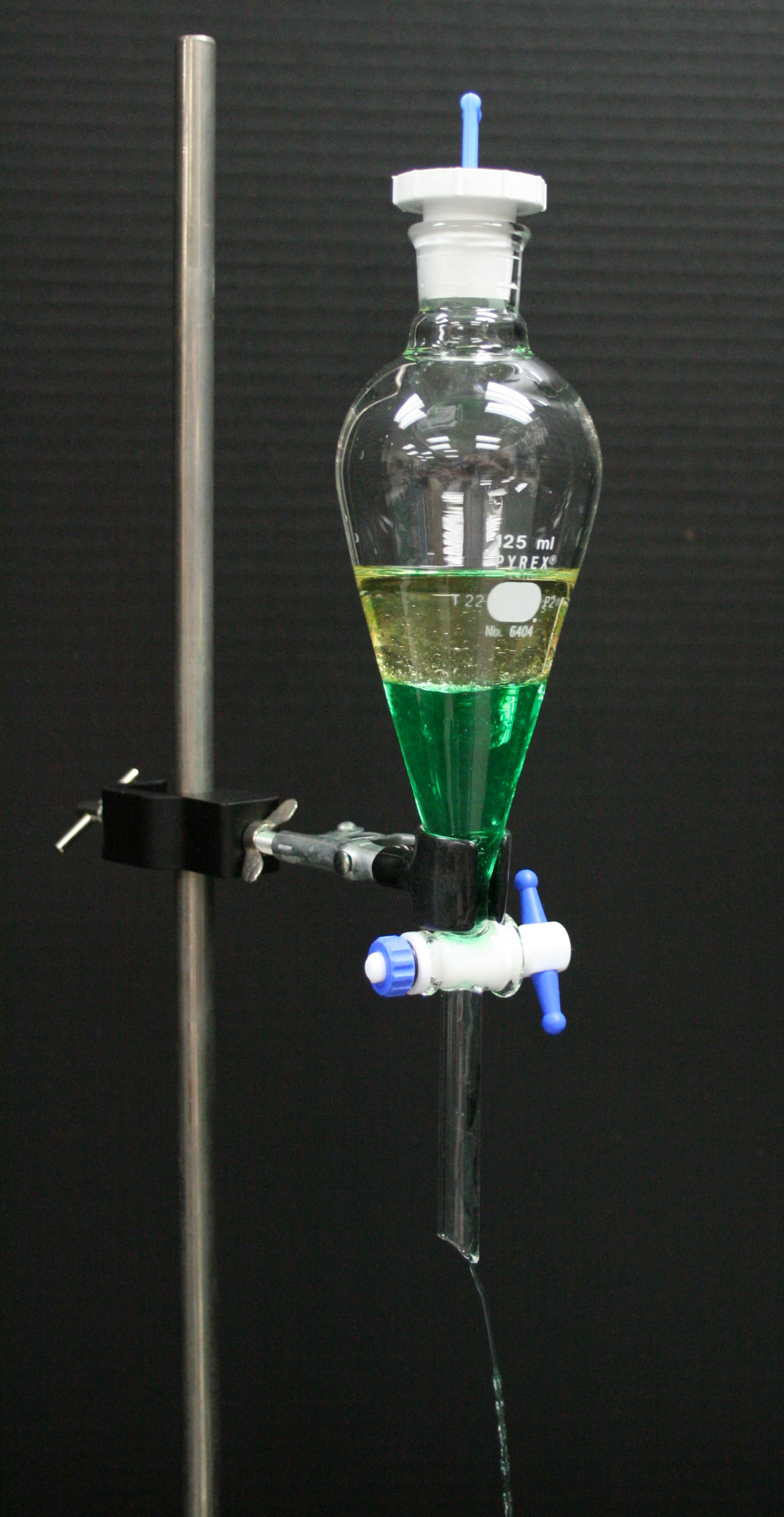
Embudo de separación con los dos disolventes inmiscibles y el soluto parcialmente extraído

La extracción líquido-líquido, es un procedimiento o técnica de laboratorio, utilizada en química, que emplea dos disolventes inmiscibles o parcialmente miscibles (por ejemplo, agua y cloroformo, o éter etílico), para la separación de sustancias que presentan diferentes solubilidades en los disolventes implicados. Las fuerzas y mecanismos puestos en juego son de tipo físico, basándose la separación en procesos de distribución de los solutos entre los dos disolventes, en función de su solubilidad. La extracción líquido-líquido puede realizarse mediante técnicas simple, repetitiva y múltiple. En este último caso la técnica recibe el nombre de extracción en contracorriente.
Este proceso también se le conoce como extracción líquida o extracción con disolvente; sin embargo, estos términos puede prestarse a confusión, porque también se aplican a la lixiviación de una sustancia soluble contenida en un sólido. 

## Principios
La distribución de un soluto entre dos líquidos inmiscibles es un proceso de transferencia de materia desde una de las fases líquidas a la otra. La cantidad de materia que se transfiere desde un líquido a otro está en relación con la solubilidad de la sustancia en cuestión, en cada uno de los disolventes, de forma que el soluto se distribuye entre las dos fases hasta alcanzar un equilibrio químico, regido por la ley de distribución propuesta inicialmente por Marcellin Berthelot y desarrollada por Walther Nernst. Esta ley establece que en el equilibrio, la relación entre las concentraciones del soluto en cada disolvente inmiscible, es constante. Llamando A(aq) al soluto disuelto en la fase acuosa y A(org) al que se encuentra en la fase orgánica,
{\displaystyle {\ce {A{}_{(aq)}<=> A{}_{(org)}}}}
Puesto que la relación de las concentraciones de dicha sustancia en cada uno de los disolventes, a una temperatura determinada, es constante y llamando K a dicha constante, se tiene que 
{\displaystyle K={\frac {[A]_{org}}{[A]_{aq}}}}

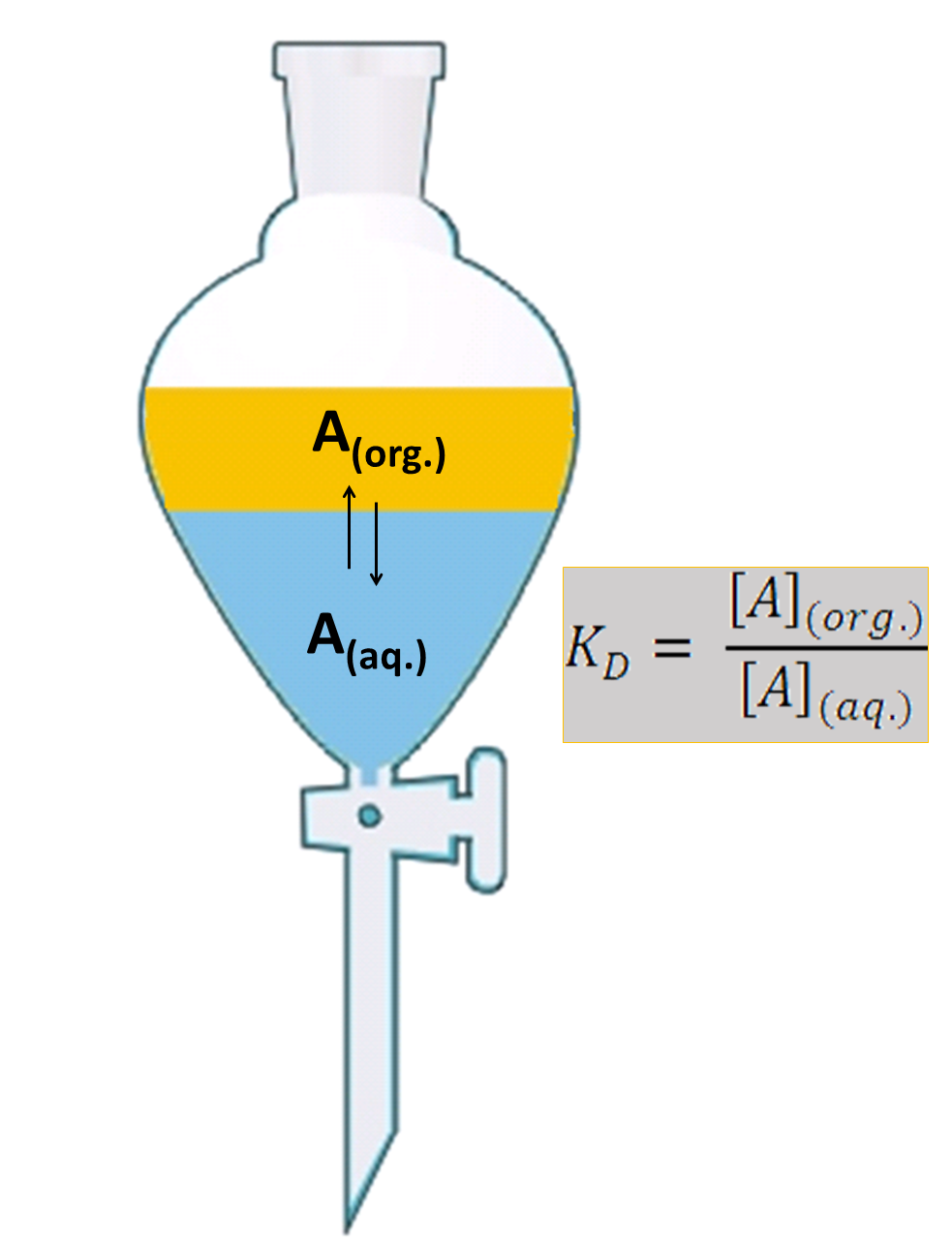
Extracción líquido-líquido (equilibrio)

Esta constante se denomina constante de distribución  o, también,  coeficiente de reparto  ( a veces, también, constante o coeficiente de partición) y suele representarse como KD.Estas constantes de distribución son muy útiles en el análisis químico preparativo, pues permiten predecir si es posible o no la extracción de sustancias en función de sus diferentes solubilidades en cada disolvente y de esta manera, eliminar interferencias de otras sustancias que puedan afectar al resultado del análisis. 

### Relación de distribución
La definición dada anteriormente de la constante de distribución, KD,  es ideal y válida cuando el soluto se encuentra en la misma forma química en ambos disolvente. En la práctica, esto no siempre sucede así, pues en la fase acuosa el soluto puede estar, por ejemplo, parcialmente disociado, mientras que en la fase orgánica, no (caso de ácidos orgánicos). En otras situaciones, el soluto en la fase acuosa puede estar formando algún tipo de complejo o modificar su estructura o composición por cualquier otro tipo de reacción posible, que no se da en la fase orgánica o si se da, se produce de manera diferente. En consecuencia, es necesario definir una especie de constante condicional o aparente, denominada relación o coeficiente de distribución, a menudo expresada por la letra D, que relaciona la concentración total de las diferentes especias en las que se encuentra el soluto en la fase orgánica con la concentración total de todas las especias en que se encuentra dicho soluto en la fase acuosa.  Para el caso sencillo de una sustancia orgánica con propiedades básicas (por ejemplo, una amina), en el medio acuoso estará en equilibrio entre la base y su ácido conjugado:
{\displaystyle {\ce {B + H2O <=> BH+ + OH-}}}
Es decir, en la fase acuosa la sustancia B se encontrara en dos formas diferentes, B y BH+, mientras que en la fase orgánica, al tratarse de un disolvente, por lo general, poco o nada disociante, solo se encontrará la especia B. En consecuencia, se define una expresión similar a la de la constante de equilibrio, que tiene en cuenta esta situación:
{\displaystyle D={\frac {concentrac.\ total\ (org.)}{concentrac.\ total\ (aq.)}}}
o lo que es lo mismo:
{\displaystyle D={\frac {[B]_{org}}{[B]_{aq}+[BH^{+}]_{aq}}}}
El coeficiente de distribución, D, como todas las constantes aparentes, dependen de las condiciones fijadas en cada momento. En el ejemplo anterior, si se tampona la fase acuosa a un pH muy básico, la alta concentración de iones OH- en el medio acuoso hace que el equilibrio de basicidad de la amina este muy desplazado hacia la izquierda (principio de Le Châtelier). Puesto que las sustancias orgánicas no cargadas son mucho más solubles en disolventes orgánicos que las especies iónicas; en el caso anterior, D tomará un valor relativamente alto. Por el contrario, si el medio acuoso estuviera tamponado a un pH muy bajo, la concentración de iones OH- en el medio acuoso sería muy baja, lo que favorece la formación de BH+, aumentando la concentración de esta especie en la fase acuosa y por consiguiente, el valor del denominador de la expresión, lo que hace que el valor de D tome un valor relativamente bajo, es decir, no se favorece la extracción de la amina.
Este ejemplo se puede generalizar para multitud de casos y situaciones que puedan darse tanto en el medio acuoso como en la fase orgánica, de modo que la relación de distribución de una sustancia entre la fase orgánica y la acuosa toma la forma:
{\displaystyle D={\frac {\Sigma [A]_{org}}{\Sigma [A]_{aq}}}={\frac {[A_{0}]_{org}+[A_{1}]_{org}+[A_{2}]_{org}+...}{[A_{0}]_{aq}+[A_{1}]_{aq}+[A_{2}]_{aq}+...}}}
donde A1, A2, etc. indica las diferentes formas en que puede presentarse el soluto A en la fase indicada.
El coeficiente de partición, KD y la relación de distribución, D, toman el mismo valor cuando solo existe una forma química del soluto en ambas fases. En caso contrario, si el soluto existe en más de una forma química en cualquiera de las fases, entonces KD y D suelen tener valores diferentes.  Esta distinción entre KD y D es importante. El coeficiente de partición es una constante de equilibrio termodinámico y tiene un valor fijo en condiciones estándar de presión y temperatura. El valor de la relación de distribución, sin embargo, es un valor variable que cambia con las condiciones del medio extractivo.

## Disolventes
La extracción líquido-líquido emplea dos disolventes inmiscibles entre sí. Generalmente, uno de ellos suele ser agua o una disolución acuosa, mientras que el otro suele ser un disolvente orgánico de muy baja polaridad. Estos se eligen teniendo en cuenta las siguientes consideraciones:
- El disolvente orgánico debe ser inmiscible en el agua. Esta característica se da en los disolventes más apolares, ya que los disolventes orgánicos con cierta polaridad, como los alcoholes, acetona, acetonitrilo, etc. presentan cierta solubilidad en el agua y no es fácil separarlos en dos fases.
- Que la sustancia que va a ser extraída sea mucho más soluble en el disolvente extractante que en el que se encuentra disuelta.
- Que el resto de los componentes no sean solubles en el disolvente de extracción.
- Es muy recomendable que el disolvente orgánico sea de punto de ebullición bajo, de forma que, una vez terminada la extracción, se pueda separar el soluto del disolvente, por destilación.
- No reaccionar con la sustancia que se quiere extraer.

Como requisito importante, pero, desgraciadamente poco habitual, el disolvente utilizado para la extracción debería ser ininflamable y no tóxico. Por lo general, casi todos los disolventes orgánicos son inflamables y alguno incluso tóxico y cancerígeno. En la siguiente tabla se indican algunos disolventes orgánicos de más frecuente uso en las operaciones de extracción líquido-líquido:
| Nombre                  | Densidad (g/ml) | Solubilidad en agua (g/100 ml) | P. ebullición (ºC) | Observaciones             |
| ----------------------- | --------------- | ------------------------------ | ------------------ | ------------------------- |
| Acetato de etilo        | 0,90            | 8,0                            | 78                 | Inflamable, irritante     |
| Benceno                 | 0,88            | 0,5                            | 80                 | Inflamable, tóxico        |
| Ciclohexano             | 0,78            | 0,001                          | 81                 | Inflamable                |
| Cloroformo              | 1,49            | 0,5                            | 61                 | Tóxico                    |
| Diclorometano           | 1,33            | 2,0                            | 61                 | Tóxico                    |
| Éter etílico            | 0,71            | 6,0                            | 35                 | Extremadamente inflamable |
| Hexano                  | 0,66            | 0,0001                         | 60                 | Inflamable                |
| Pentano                 | 0,626           | 0,04                           | 36                 | Inflamable                |
| Tolueno                 | 0,9             | 0,05                           | 111                | Inflamable                |
| Tetracloruro de carbono | 1,59            | 0,025                          | 77                 | Tóxico                    |

## Procedimientos de extracción

Embudos de decantación con forma de pera (A) y con forma recta (B).

La extracción líquido-líquido se viene utilizando tanto a pequeña escala, a nivel de laboratorio de química, como a gran escala, en procesos industriales.  Tanto en un caso como en otro, el fundamento teórico es el mismo.   A pequeña escala, en el laboratorio el proceso suele realizarse en un embudo de decantación en el que se coloca el disolvente extractante, seguido de la disolución que contiene el soluto que va a ser extraído. Para que el soluto  pueda extraerse, es necesario que ambos disolventes se pongan en contacto, por lo que, después de cerrar bien el embudo, se procede a agitar vigorosamente para conseguir el mayor contacto posible entre ambas fases, lo que favorece la transferencia de los solutos. Una vez terminado el proceso de agitación, que puede durar desde 20-30 segundos a varios minutos, se deja reposar el contenido del embudo, a la espera de que se separen las dos fases, proceso que puede ser lento si se han formado emulsiones.

### Extracción simple
En aquellos casos en que hay mucha diferencia de solubilidad, entre ambas fases, de la sustancia que va a ser extraída; es decir, cuando el coeficiente de partición, KD y la relación de distribución, D, es muy alto, la extracción del soluto puede llevarse a cabo en una sola etapa. Teóricamente, con valores de KD o de D de 100, ya se consigue extraer el 99 % del soluto, sobre todo si se encuentra muy diluido, de unas pocas decenas de milimoles por litro.

### Extracción repetitiva
En la práctica, la extracción nunca es total, bien porque KD o de D no son suficientemente altos, bien porque hay riesgos de perdidas del soluto en la interfase entre ambos disolventes o en los restos de la emulsión, ya que no siempre es posible romper esta en su totalidad. En estos casos, siempre es recomendable hacer sucesivas extracciones con la que se consigue una mayor eficacia separativa. La extracción repetitiva consiste en utilizar varias porciones de disolvente extractante y realizar con cada una de ellas una extracción, separar el extracto del disolvente matriz (el que contiene originalmente el soluto) y sustituirlo por la siguiente porción de disolvente extractante fresco y realizar una nueva extracción y así, sucesivamente. Cada fracción de extracto obtenida en cada etapa se junta con las anteriores y una vez reunidas, la disolución resultante contendrá la mayor parte del soluto. El número recomendable de etapas de la extracción depende del valor de KD o de D, cuanto menor sea dicho valor, mayor será el número de etapas de la extracción repetitiva.

## Aplicaciones
La implantación de la operación de extracción líquido-líquido a gran escala en procesos industriales fue más tardía que el otras operaciones de separación, como la destilación o la absorción. La importancia industrial ha ido aumentado con el tiempo, a medida que se disponía de disolventes más selectivos o de un mayor conocimiento de los mecanismos de extracción. Por lo general, la extracción líquido-líquido suele sustituir a la destilación en aquellos casos en que existen sustancias inorgánicas complejas disueltas en soluciones orgánicas o si es preciso retener componentes que se encuentran a muy baja concentración. También suele ser alternativa a otros métodos de separación cuando se busca recuperar sustancias sensibles a la temperatura o cuando tienen puntos de ebullición o de fusión próximos.
La extracción líquido-líquido tiene amplia repercusión industrial y se emplea en la industria del petróleo sustancias con similar peso molecular o volatilidad, como son el caso de las separaciones entre hidrocarburos aromáticos, alifáticos y nafténicos. También es útil en la industria bioquímica, en la separación  de antibióticos o recuperación de proteínas, recuperación de metales poco usuales (tierras raras) o isótopos radiactivos. 
También se utiliza esta técnica de separación en la recuperación de sustancias aromáticas (fenol, anilina, compuestos nitrogenados, etc.) u otros compuestos orgánicos, como formaldehído, ácido fórmico, etc., de las aguas industriales, pues su presencia en ríos y lagos supone un importante impacto ambiental.
A escala más reducida, en el laboratorio, la extracción líquido-líquido se utiliza para la purificación de sustancias en los procesos de síntesis o la eliminación previa a un análisis químico, de sustancias interferentes.